# بيت منطقة هام

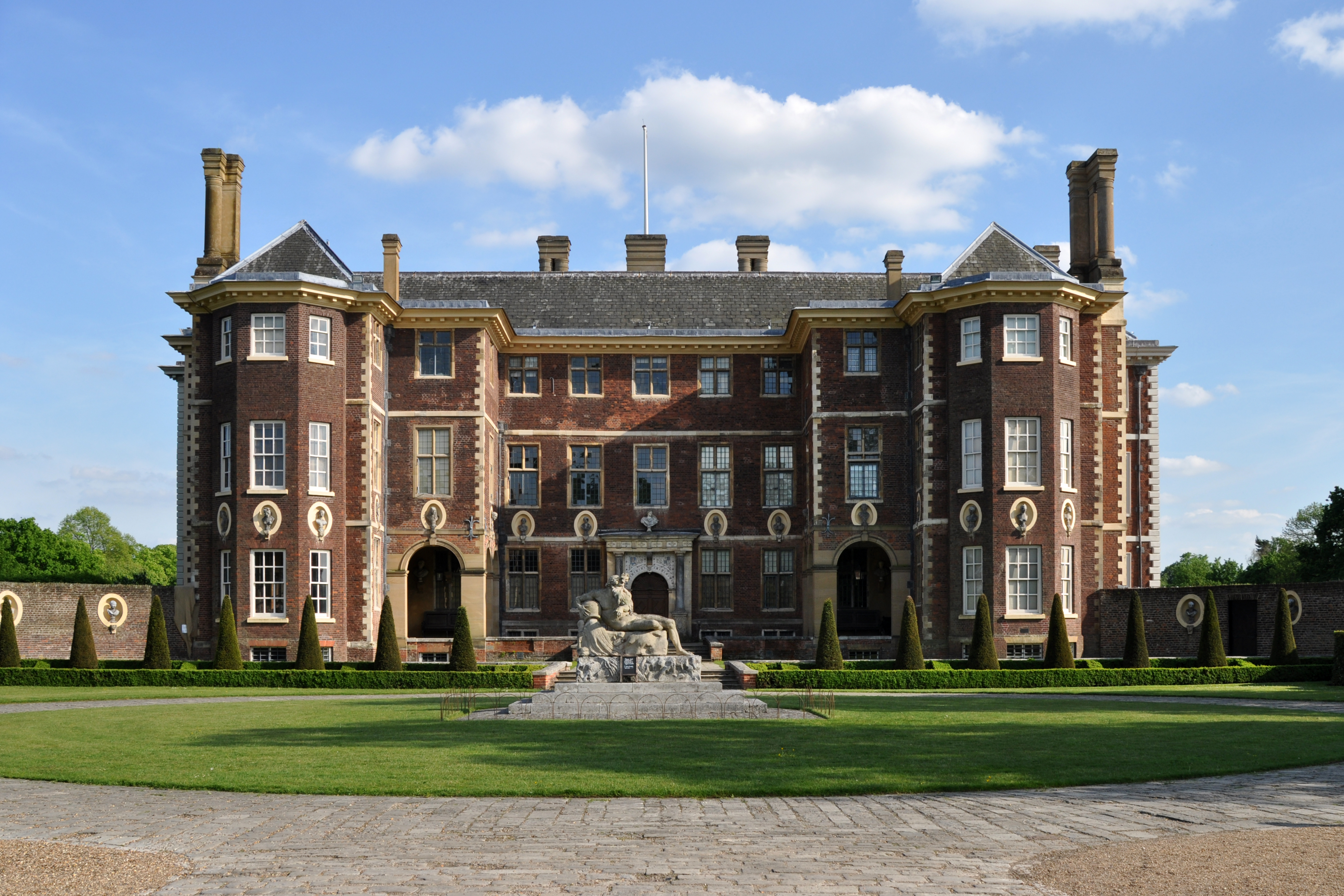
هذه صورةٌ لمبنى في إنكلترا وويلز تحت التَّصنيف: 1080832.

بيت منطقة هام هو بيت من القرن السابع عشر يقع في حدائق رسمية على ضفة نهر التايمز في منطقة هام، جنوب ريتشموند في لندن بورو في ريتشموند أبون التايمز. إكتمل بناء البيت الأصلي في عام 1610 من قبل توماس فافاسور، أحد رجال البلاط الإليزابيثيين ورئيس مكتب لجيمس الأول. ثم استأجره ويليام موراي، وهو صديق مقرب ومؤيد لتشارلز الأول، ثم اشتراه لاحقًا. شهدت الحرب الأهلية الإنجليزية مصادرة البيت والكثير من الممتلكات، لكن زوجة موراي كاثرين استعادتها بدفع غرامه. خلال فترة الحماية، نجحت ابنته إليزابيث بالسيطرة على الميراث عام 1655.
إنشهر البيت عقب زواج إليزابيث الثانية - من جون ميتلاند، دوق لودرديل، في عام 1672. شغل لوديرديلس أدوارًا مهمة في محكمة تشارلز الثاني المستعيد للحكم، حيث كان الدوق عضوًا في وزارة الكابال وشغل مناصب رئيسية في اسكتلندا، بينما مارست الدوقة تأثيرًا اجتماعيًا وسياسيًا كبيرًا. حسنوا بيت ومنطقة هام، وتزايدت الغرف، بالإضافة إلى أجنحة إقامة أميرية للزوار وذلك لمقابلة الشخصيات الهامة مع أصحاب البيت. تأثث المنزل بأعلى مستوى من الذوق الرفيع وتزخرف «ببذخ يتجاوز حتى ما يتناسب مع رتبهم السامية».  جمع اللوديرديلس مجموعات ملحوظة من اللوحات والمنسوجات والأثاث، وأعادوا تصميم الحدائق والأراضي لتعكس وضعهم ومكانة ضيوفهم.
بعد وفاة الدوقه، توارث الأحفاد الممتلكات. تعرض البيت لتعديلات هندسيه. بالنسبة للجزء الأكبر، ركزت الأجيال اللاحقة من الملاك على الحفاظ على البيت ومقتنياته. لم تحتفظ الأسرة بالمكانة الرفيعة في المحكمة التي كان يشغلها اللوديرديلس في عهد تشارلز الثاني، وشهدت سلالة غريبة من الأسرة والاحتياطي أن يرفض إيرل الخامس طلبًا من الملك جورج الثالث لزيارة هام. عند وفاة الإيرل التاسع - آخر إيرل عاش في هام - في عام 1935، إنتقل المنزل إلى ابن عمه الثاني ليونيل؛ تبرع هو وابنه الرائد (سيسيل) ليونيل توليماش للصندوق الوطني في عام 1948. خلال النصف الثاني من القرن العشرين، تم فتح البيت والحدائق للجمهور، وتعرضت للترميم وإجراء أبحاث عليها على نطاق واسع. أصبح مكان الإقامة موقعًا شهيرًا لتصوير الأفلام السينمائية والتلفزيونيه، والتي تستفيد من التصميمات الداخلية والحدائق القديمه.
بني البيت من الطوب الأحمر، وشيد في الأصل وفقًا لمخطط العصر الإليزابيثي التقليدي؛ حشيت الواجهة الجنوبية للحديقة أثناء إعادة بناء اللوديرديلس.لم ينشهر مهندس بيت فافاسور. إستشار اللوديرديلس أولاً ويليام بروس، ابن عم الدوقه، لكن في النهاية وظف ويليام سامويل لإعادة البناء. تحتفظ منطقة هام بالعديد من سمات ومفروشات اليعاقبة وكارولين الأصليه، ومعظمها في حالة جيدة بشكل غير عادي، وهو «بقاء نادر للرفاهية والذوق في القرن السابع عشر». البيت مبنى مصنفٌ من الدرجة الأولى وحصل على اعتماد المتحف من مجلس الفنون بإنجلترا في عام 2015. منتزهها وحدائقها الرسمية مُدرجة في الدرجة الثانية. أقرت بريدجيت شيري، في لندن المحسنه: جنوب بيفسنر التي نُشرت في عام 2002، بأن المظهر الخارجي لبيت منطقة هام «لم يكن جذابًا مثل البيوت الأخرى في هذه الفترة»، لكنها أشارت إلى «الاهتمام المعماري والزخرفي العالي» بالداخل.  وصف الناقد جون جوليوس نورويتش المنزل بأنه «آلة الزمن - تحيط بآلة في عالم فان ديك وليلي الأنيق والفاخر». 